# Cellach mac Rogallaig
Cellach mac Rogallaig (ou Cellach Locha Cime) (mort en 705) est un roi de Connacht issu des Uí Briúin branche des Connachta. Il est le fils de Rogallach mac Uatach (mort en 649), un précédent souverain,. Il succède en 702 à son neveu Muiredach Muillethan mac Fergusso et règne jusqu'à sa mort.

## Contexte
Il règne brièvement de 702 à 705. Les Listes de Rois pour cette période varient dans l'ordre des souverains. Le règne de Cellach est
déplacé de manière erronée entre le règne de Dúnchad Muirisci mac Tipraite (mort en 683) et celui de Fergal Aidni mac Artgaile (mort en 696). Ensemble les Annales de Tigernach et les Annales d'Ulster le désignent comme roi de Connachta dans l'obit de sa mort en 705. Afin d'ajouter à la confusion il est mentionné dans la liste des garants du Cáin Adomnáin (en) en 697 lors du Synode de Birr comme roi de Connacht.
En juillet 703, l'Ard ri Erenn Loingsech mac Óengusso du Cenél Conaill mène une grande armée contre le Connacht afin d'y lever le tribut mais il est défait et tué avec plusieurs de ses fils et d'autres rois des Ui Neill lors de la bataille de Corann dans le sud de l'actuel comté de Sligo,.

Le récit traditionnel de ce combat est conservé dans les Annales fragmentaires d'Irlande. Selon lui les bardes de l'Ard ri se moquaient de Cellach comme étant un vieux roi fragile. Toutefois Cellach:
Sauta hors de son char si rapidement que le craquement des os du vieil homme était audible . Après cela, il dit à voix haute aux combattants qui l'entouraient: « Hommes du Connacht, défendez et protégez votre propre liberté, car ceux qui sont contre vous, ne sont ni plus nobles ni plus braves que vous, et ils n'ont pas fait mieux que vous jusqu'à présent » . Il leur parlait ainsi, la voix tremblante et les yeux en feu
Les Hommes du Connacht relevèrent le défi et gagnèrent la bataille.
La raison de l’attaque de Loingsech est peut-être liée au fait que le Cenél nEógain surpassait le Cenél Conaill dans le nord, ce qui le contraignait à mener une expansion vers le Connacht comme seul seule option disponible pour eux et au désir de Loingsech d’affirmer son autorité d'Ard ri peut-être également à cause de la pression exercée par les Uí Briúin sur le Cenél Coirpri en direction de Bréifne, ce qui aurait coupé le Cenél Conaill de son accès aux Midlands d'Irlande.
Lors de l'obit de sa mort en 705 dans les annales il est mentionné qu'il était entré dans le vie religieuse. Il est également nommé Cellach Locha Cime. Ce lac est désormais nommé Lough Hackett, près d'Headford dans l'actuel comte de Galway.
Ses descendants désignés comme le Síl Cellaig contesteront le titre royal du Connacht au Síl Muiredaig et au Síl Cathail pendant le VIIIe siècle. Ils seront ensuite chassés de cette région par les Uí Briúin Seóla.
Deux de ses fils Domnall mac Cellaig (mort en 728) et Forggus mac Cellaig (mort en 756) seront roi de Connacht.

## Sources
- (en) Francis John Byrne, Irish Kings and High-Kings, Londres, Batsford, 1973 (ISBN 0-7134-5882-8), p. 300 Tableau 20.
- (en) T.W Moody, F.X. Martin et F.J. Byrne, A New History of Ireland IX Maps, Genealogies, Lists. A companion to Irish History part II, Oxford, Oxford University Press, 2011, 690 p. (ISBN 978-0-19-959306-4), Kings of Connacht to 1224 , p.138.
- (en) T. M. Charles-Edwards, Early Christian Ireland, Cambridge, Cambridge University Press, 2000 (ISBN 0-521-36395-0).
- (en) Gearoid Mac Niocaill, Ireland before the Vikings, Dublin, Gill and Macmillan, 1972.
- (en) Bart Jaski, Genealogical tables of medieval Irish royal dynasties, Dublin, Four Courts Press, 2013 (ISBN 9781846824265), p. 141 Tableau-60 Connacht overview